# Иво Карамански
Иво Александров Карамански, известен още като Кръстника, е бивш български гребец и основна фигура в престъпните групировки, характерни за първите години след разпадането на тоталитарната система в България.

## Биография

### Ранни години
Иво Карамански е роден на 29 ноември 1959 г. в град София. Остава полусирак на 5 години, когато през 1964 г. при автомобилна катастрофа умира майка му.
Завършва Средно спортно училище „Чавдар“ в София, след което отбива военната си служба в спортната школа на „Левски-Спартак“, като състезател по кану-каяк. През 1981 г. печели републиканския шампионат, по-късно става шампион и на Балканите. През 1984 г. е изгонен от националния отбор поради слаба дисциплина.

### Престъпни години
На 13 декември 1980 г. е осъден от Сливенския военен съд на 10 месеца лишаване от свобода. Изтърпяването на наказанието е отложено с изпитателен срок от три години. Следващата му присъда е за вещно укривателство и е постановена от Районен съд „Васил Левски“  София, на 16 ноември 1987 г. След намеса на Софийския градски съд от 6 април 1988 г. присъдата е в размер на 10 месеца поправителен труд при 20 на сто удръжка от трудовото възнаграждение. По време на второто дело Карамански е подсъдим и по дело №9126 от 1985 г. на Софийския районен съд. Обвинението е за измама в сферата на личната собственост, осъществена от две или повече лица.
През 1986 г. срещу него има заведено дело за фалшифициране на банкноти. Кръстникът е обвиняем и по т. нар. „чешко дело“. Връзките си с мафията завръзва в т.нар. си „колумбийски период“.
През 1990 г. в Прага е проведена нарочна полицейска акция в която са заловени 22 българи, участвали в организиран трафик за откраднати автомобили. Лидерът им е Иво Карамански.
През 1992 г. Карамански е върнат в България заедно с още 22-ма души заради кражбите на коли в Чехословакия. Той е екстрадиран заедно със 7 тома материали по случая. Българският съд обаче преценява, че няма опасност той да се укрие или да извърши ново престъпление и го освобождава с мярка за неотклонение парична гаранция – 2000 лева. По това дело така и не се стига до присъда.
На 7 февруари 1994 г. Димитър Луджев казва пред медиите, че натиск върху „случая Карамански“ е оказал тогавашният вътрешен министър Йордан Соколов. Прокурорката Малена Филипова не внася обвинителния акт в съда. През август 1994 г. Карамански проговаря от затвора. В интервю за столичен вестник обвинява правителството на Любен Беров в петролни далавери. Междувременно решава да се кандидатира за депутат за изборите за XXXVII народно събрание. Регистрацията му е анулирана, поради нередовност на част от ЕГН-тата в подписката за подкрепата му.
Напуска затвора на 17 май 1995 г., платил е общо 850 хил. лв. гаранции, след като лежи повече от година в затвора по обвинение за грабеж в казиното на Васил Урумов- Чико „Бедни и богати“.
На 22 септември 1995 г. влиза в ареста по обвинение в изнудване. Освободен срещу 100 хил. лв. През 1996 г. регистрира профсъюз „Справедливост“. С него той се обявява в защита на безработните, тютюнопроизводителите, рибовъдите и частните превозвачи. Има амбиции да вземе под аренда столичното сметище и софийския цирк.
На 10 май 1996 г. фирмата му „Булфиш-96“ сключва договор с „Язовири и каскади“ за използване на водите на язовир „Кърджали“ за развъждане и улов на риба. 60% от акваторията на езерото става собственост на Карамански. Твърди се, че това е станало под натиска на вицепремиера и земеделски министър в екипа на Жан Виденов – Светослав Шиваров.

## Убийство
На 20 декември 1998 г. 33-годишният Стефан Кирилов Въжарски застрелва Карамански по време на гуляй във вила в столичния кв. Симеоново. Кръстникът умира на място, а Въжарски е осъден на доживотен затвор.
Според книгата „Най-богатите българи“, Иво Карамански оставя наследство от минимум 30 000 000 долара. Приживе притежава над 20 дружества групирани около основното „Корона“ – „Корона Иншурънс“ АД, „Корона-арт“, „Корона-бизнес“, „Тракия фрутс“ ООД, „К.А.Ф.“ ООД, „Булфиш“ ООД, „Сава консултинг“ ООД, „Сава интернешънъл“ ООД, „Преображение“ ООД, „Темида 98“ ООД, „Карам“ ООД, „Мултифарма“ ООД и др.
Застрахователното му дружество остава без лиценз, наред с конкурентите от ВИС и СИК по времето на вътрешния министър Богомил Бонев. Той обаче се развива в много други области – производство на кетчуп, развъждане на моруна, производство на дини, валутна търговия.

## Личен живот
Иво Карамански има четири деца – 3 дъщери от първия си брак с Галя Лукановска (родени 1985, 1988, 1989 г.) и син (1997 г.) от връзката си с бившата гимнастичка и ТВ водеща Нели Атанасова.